# 本山茂良
本山 茂良（もとやま しげよし、生歿年不詳）は、江戸時代後期の土佐藩の武士。通称は右馬之助、のち彦弥。

## 来歴
- 土佐藩士（小姓格）乾正壽（宅兵衛）の二男として高知城下に生まれる。母は本山茂苞（安之進）の娘。
- 1812年（文化9年）、武芸を以って御目見を仰せ付けれ、その後、本山茂直（安之進）の養子を仰せ付けられ、母方の本山家を継いだ。
- 1815年（文化12年）8月15日、養父の跡目を相続し御扈従格を仰せ付けられた。
- 1821年（文政4年）7月28日、ゆえあって罪を被り追放を仰せ付けられる。
- 茂良の追放中に生まれた嫡男の本山楠弥太と、二男の猪三郎は、親類で土佐藩士の本山茂養（伊平）に養育され、楠弥太は、父茂良の実兄の乾正春（左八）の養子となり、乾家を継いだ。
- 本山猪三郎は、1846年（弘化3年）に武芸を以って、土佐藩主山内豊熈への御目見えを仰せ付けられ、許されて父茂良の遺跡を継いだ。

## 家系

檜扇

本山家は、清和源氏吉良氏の支流に出る。吉良宣玄の二男の次郎茂光が、土佐国長岡郡本山郷を本貫として氏と為し「本山伊典」と号したのを始祖とする。戦国時代は、土佐七雄の一に数えられ、一時は長宗我部氏と覇を争うが、のちに長宗我部氏と婚を結び融和する。長宗我部氏の歿落後、1614年（慶長19年）山内一唯（豊前守）へ仕え、土佐より武蔵国指扇へ御供を仕り、新橋御屋敷へ相勤めた家柄。
- 養父：本山茂直（安之進）
- 実父：乾正壽（宅兵衛）
  - 実兄：乾正春（左八）
  - 本人：本山茂良（乾右馬之助）
    - 嫡男：乾正厚（本山楠弥太）
    - 二男：本山茂邁（猪三郎）